# Petriwka (Wolnowacha)
Petriwka (ukrainisch Петрівка; russisch Петровка, bis 2016 ukrainisch Петрівське bzw. russisch Петровское) ist ein Dorf in der Oblast Donezk in der Ukraine.

## Geschichte
Das Dorf entstand als Chutor Petriwskyj in den 1920er Jahren und trug bis zum 4. Februar 2016 den ukrainischen Namen Petriwske (Петрівське) und wurde dann im Rahmen der Dekommunisierung in der Ukraine auf den heutigen Namen umbenannt.
Am 12. Juni 2020 wurde das Dorf ein Teil der neugegründeten Landgemeinde Chlibodariwka, bis dahin war es Teil der Landratsgemeinde Stritenka (Стрітенська сільська рада/Stritenska silska rada) im Süden des Rajons Wolnowacha.
Im Zuge des Russisch-Ukrainischen Krieges wurde das Dorf im Februar 2022 durch russische Truppen besetzt und untersteht seither nicht mehr ukrainischer Verwaltung, sondern wurde der Volksrepublik Donezk angegliedert.

## Demographie
Beim Zensus 2001 hatte das Dorf 19 Einwohner. Davon waren 84,21 % russischsprachig und 15,79 % ukrainischsprachig.